# Exidy Sorcerer
O Sorcerer foi um dos primeiros computadores domésticos, lançado em 1978 pela fabricante de arcades Exidy. Era relativamente avançado para a época, em comparação com seus concorrentes Commodore PET e TRS-80, mas, devido a uma série de problemas, inclusive ausência de investimentos em marketing, a máquina permaneceu praticamente desconhecida. A Exidy terminou por tirá-lo do mercado em 1980, e hoje tornou-se um item cobiçado por colecionadores.

## História
O Sorcerer foi lançado em 1978 (embora algumas fontes afirmem que teria sido em 1977, o que parece improvável), ao preço de US$ 895. Era dotado de uma UCP Z80 rodando em 2,106 MHz com 8 KiB de RAM. O sistema de expansão e os drives foram lançados na mesma época.
As vendas na Europa foram bastante boas, através do distribuidor CompuData Systems. A máquina atingiu o auge da popularidade em 1979, quando a rede neerlandesa de televisão, TELEAC, decidiu emular o sucesso da BBC e apresentar seu próprio microcomputador. A empresa belga DAI foi contratada a princípio para desenvolver as máquinas, mas, quando revelaram-se incapazes de entregá-las, a CompuData resolveu o problema fornecendo vários milhares de Sorcerers.
Por volta de 1980, a Exidy já havia decidido parar de produzir o micro, mas as vendas na Europa ainda eram tão boas que a CompuData decidiu licenciar a produção local nos Países Baixos. Eles continuaram a produzir a máquina ainda por muitos anos, desenvolvendo seu próprio micro de 16 bits com UCP Intel 8088, o Tulip System I, o qual substituiu o Sorcerer em 1983.
O Sorcerer também teve vendas expressivas na Austrália. Isto provavelmente deveu-se principalmente ao fa(c)to de que as vendas eram realizadas pela cadeia de lojas Dick Smith Electronics, líder na venda de produtos eletrônicos nesta época, o que impulsionou significativamente o desempenho comercial do micro. O Sorcerer Computer Users Group da Austrália (ou SCUA) continuou a dar suporte ao Sorcerer muito tempo depois da Exidy descontinuá-lo, com atualizações de RAM, acréscimos de velocidade, um "cartão de 80 colunas", e mesmo um programa monitor substituto, o SCUAMON.
Nos Países Baixos, um dos maiores grupos de usuários foi o ESGG (Exidy Sorcerer Gebruikers Groep) o qual publicava uma newsletter mensal em neerlandês e inglês. Por um curto período, foram o maior grupo da federação HCC (Hobby Computer Club).

## Características
- Memória:
  - ROM: 4 KiB
  - RAM: 4 KiB(base)—48 KiB (máxima)
- Teclado: mecânico, com 63+16=79 teclas
- Display: monitor de vídeo, monocromático
  - 64×30 caracteres (texto)
  - 512×240 pixels ("pseudo-alta-resolução")
- Expansão:
  - 1 slot S-100 (na traseira)
  - 1 slot lateral para cartuchos de ROM (de 4 a 16 KiB)
- Portas:
  - Paralela Centronics
  - RS-232
  - Interface de cassete
- Armazenamento:
  - Gravador de cassete
  - Drives de 5" 1/4: até duas unidades